# Lifted or The Story is in The Soil, Keep Your Ear to the Ground
Lifted or The Story Is in the Soil, Keep Your Ear to the Ground är den fjärde skivan med Bright Eyes. Skivan är det 46e skivsläppet på Saddle Creek Records. Bright Eyes gjorde sitt första nationella TV-framträdande i samband med skivan, de spelade "The Trees Get Wheeled Away" (som inte är med på skivan) på The Late Show with David Letterman.
Lifted or The Story is in the Soil, Keep Your Ear to the Ground fick övervägande positiva recensioner.

## Låtlista
1. "The Big Picture" – 8:42
2. "Method Acting" – 3:42
3. "False Advertising" – 5:52
4. "You Will. You? Will. You? Will. You? Will." – 3:25
5. "Lover I Don't Have to Love" – 4:00
6. "Bowl of Oranges" – 4:48
7. "Don't Know When But a Day Is Gonna Come" – 6:31
8. "Nothing Gets Crossed Out" – 4:34
9. "Make War" – 6:16
10. "Waste of Paint" – 6:29
11. "From a Balance Beam" – 3:40
12. "Laura Laurent" – 4:56
13. "Let's Not Shit Ourselves (To Love and to Be Loved)" – 10:07

(Alla låtar skrivna av Conor Oberst)

## Medverkande
- Conor Oberst – gitarr, piano, orgel
- Mike Mogis – banjo, dulcimer, vibrafon, glockenspiel, mandolin, gitarr, dobro, pedal steel guitar
- Matt Focht – trummor
- Clint Schnase – trummor
- Mike Sweeney – trummor
- Todd Baechle – bakgrundssång
- Jenny Lewis – bakgrundssång
- Blake Sennett – bakgrundssång
- Andy LeMaster – gitarr, keyboard, bakgrundssång
- Clark Baechle – trummor, klarinett
- Clay Leverett – trummor, bakgrundssång
- Jiha Lee – flöjt, bakgrundssång
- Chris Brooks – piano
- Gretta Cohn – cello
- Sean Cole – munspel
- Julee Dunekacke – valthorn
- Orenda Fink – trumpet, bakgrundssång
- Jason Flatowicz – trombon
- Tiffany Kowalski – violin
- Matt Maginn – basgitarr
- Casey Scott – basgitarr
- Katie Muth – oboe
- Ted Stevens – gitarr
- Maria Taylor – piano, orgel, bakgrundssång
- Margret Fish – fagott